# Kaschira
Kaschira (russisch Каши́ра) ist eine Stadt in der Oblast Moskau, Russland. Sie liegt 115 km südlich von Moskau, am rechten Ufer der Oka und hat 41.870 Einwohner (Stand 14. Oktober 2010).

## Geschichte

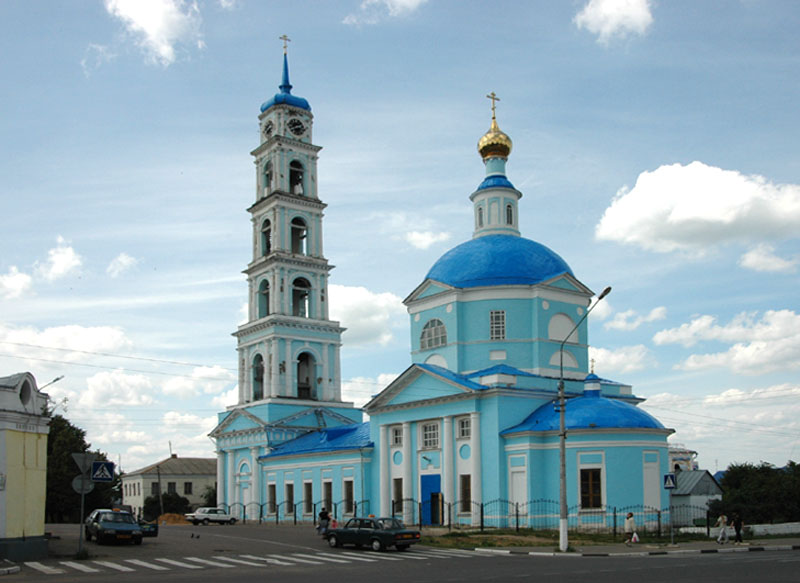
Kirche zu Mariä Tempelgang

Der Name des Ortes stammt vom Flüsschen Kaschirka ab, dessen Namensherkunft nicht genau bekannt ist. Als Dorf wurde Kaschira (damals: Koschira) erstmals 1356 erwähnt und ist somit einer der ältesten Orte in der heutigen Moskauer Oblast.
Ende des 15. Jahrhunderts war Kaschira ein südlicher Grenzort innerhalb des Moskauer Fürstentums. Dies wurde dem Ort mehrfach zum Verhängnis: 1480 ließ ihn Zar Iwan III. vor den heranrückenden Tataren vorsorglich niederbrennen, Ende des 16. Jahrhunderts war Kaschira wiederholt Angriffsziel der Krimtataren. 1620 wurde Kaschira vom linken ans rechte Oka-Ufer verlegt, dabei wurden die Festungsanlagen erneuert. Jedoch verlor die Festung noch im gleichen Jahrhundert ihre militärische Bedeutung.
Im 18. Jahrhundert entwickelte sich in Kaschira zunehmend die Industrie und der Handel, was auch günstigen Straßen- und Flussverbindungen des Ortes mit Moskau, Tula, Serpuchow und anderen damals bedeutenden Städten zu verdanken war. 1777 erhielt Kaschira Stadtrechte, 1900 einen Eisenbahnanschluss. Seit 1923 gehört die Stadt verwaltungstechnisch der Oblast Moskau an.
Im Zweiten Weltkrieg war Kaschira zeitweise umkämpft und diente auch als einer der südlichen Vorposten in der Schlacht um Moskau. Ende November 1941 konnte die Wehrmacht jedoch zurückgedrängt werden.
In den Nachkriegsjahren wurde die Stadt erheblich erweitert, auch durch Eingemeindung der Kleinstadt Nowokaschirsk 1963. Der etwa sechs Kilometer östlich des alten Stadtzentrums gelegene Ort war ab Anfang der 1920er-Jahre zusammen mit einem großen Heizkraftwerk beim Dorf Ternowo errichtet worden. Im Mai 1928 erhielt Ternowo den Status einer Siedlung städtischen Typs und am 1. Juni 1932 als Ternowsk die Stadtrechte. Am 27. Juni 1935 wurde Ternowsk nach Lasar Kaganowitsch in Kaganowitsch umbenannt, 1957 dann im Rahmen der Entstalinisierung in Nowokaschirsk (etwa „Neu-Kaschira“). Das Kraftwerk wurde in den 1970er-Jahren ausgebaut und modernisiert und gehört bis heute zu Kaschiras wichtigsten Industrieanlagen; die ehemalige Stadt Nowokaschirsk trägt als Stadtteil die Bezeichnung Kaschira-2.
Am 16. November 2015 wurde die zehn Kilometer südöstlich gelegene Kleinstadt Oscherelje nach Kaschira eingemeindet.

### Bevölkerungsentwicklung
| Jahr | Einwohner | Bemerkung                                  |
| ---- | --------- | ------------------------------------------ |
| 1897 | 4.038     |                                            |
| 1926 | 9.711     | davon Kaschira 7.457, Ternowo 2.254        |
| 1939 | 25.751    | davon Kaschira 17.419, Kaganowitsch 8.332  |
| 1959 | 31.608    | davon Kaschira 22.121, Nowokaschirsk 9.487 |
| 1970 | 39.456    |                                            |
| 1979 | 43.804    |                                            |
| 1989 | 44.110    |                                            |
| 2002 | 40.898    |                                            |
| 2010 | 41.870    |                                            |

Anmerkung: Volkszählungsdaten

## Wappen
Beschreibung: In Silber und Blau geteilt; oben ein goldenes gemeines Kreuz, unten auf einem gewölbten grünen Schildfuß ein rot gepflügelter und -gezungter Basilisk mit goldenem Schnabel, Beinen und Krone.

## Wirtschaft und Verkehr

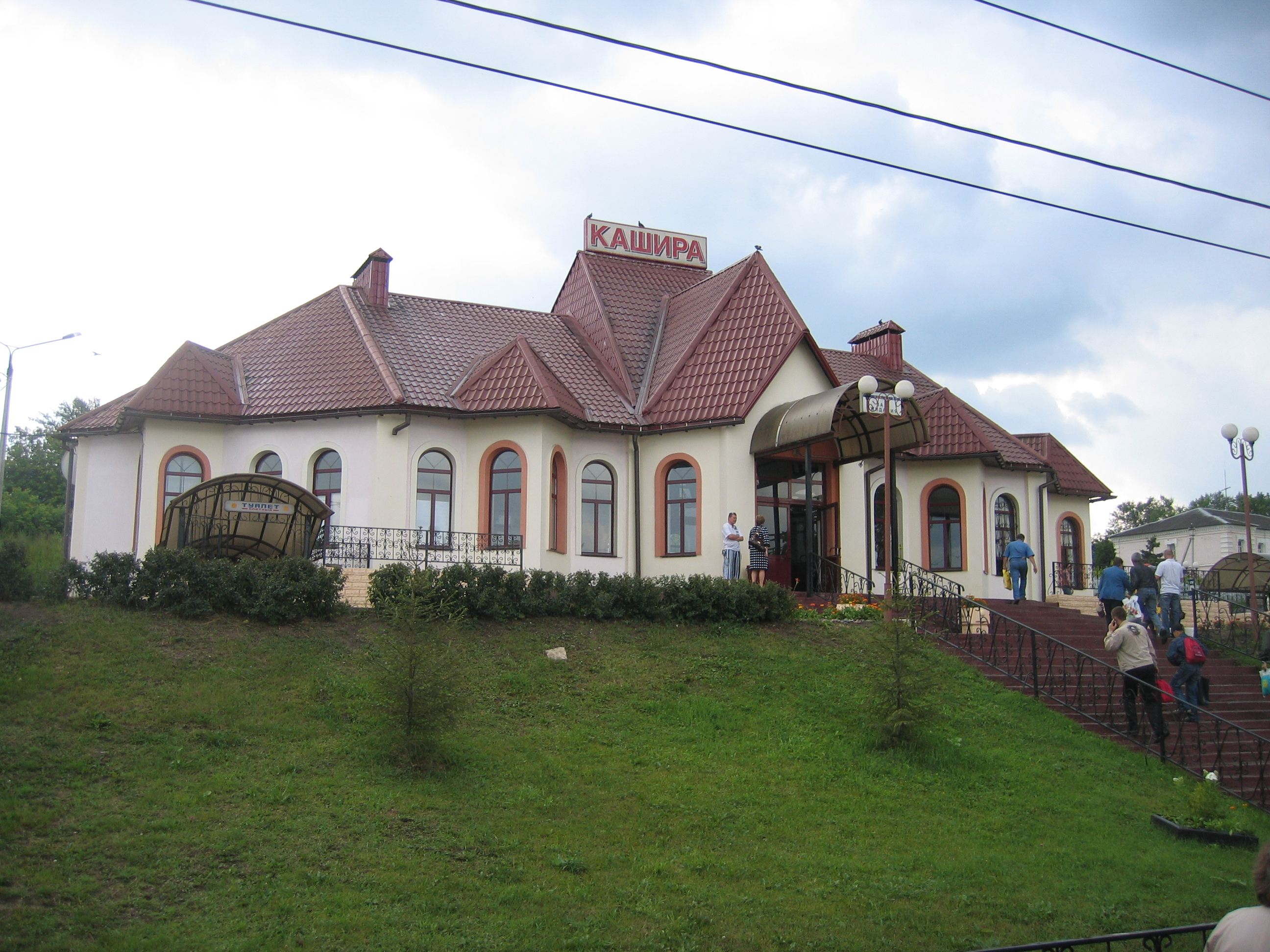
Bahnhof Kaschira

Zu den Industriebetrieben der Stadt gehören heute neben dem Heizkraftwerk eine Schiffswerft, eine Eisengießerei, eine Maschinenfabrik für landwirtschaftliche Anlagen, eine Ziegelei, ferner Möbel-, Textil- und Nahrungsmittelfabriken.
Kaschira liegt an der russischen Fernstraße M4 von Moskau nach Noworossijsk, von der hier die M6 nach Astrachan abzweigt. Seit 1900 hat Kaschira auch einen Eisenbahnanschluss an einer Hauptstrecke, die vom Moskauer Pawelezer Bahnhof nach Südrussland und in die Ukraine führt. Mit Moskau bestehen auch direkte Nahverkehrszugverbindungen.

## Sehenswürdigkeiten
Die meisten historischen Bauwerke in Kaschira stammen aus der Blütezeit der Stadt ab Ende des 18. bis zum Anfang des 20. Jahrhunderts. Darunter sind:
- Kirche zu Mariä Tempelgang (1802–1817)
- Kirche des Hl. Nikolaus des Wundertäters (1815)
- Christi-Himmelfahrtskirche (1826–1849)
- Stadtkirche zu Mariä Entschlafen (1829–1842)
- Bauwerke des ehemaligen Nikita-Klosters
- Mehrere klassizistische Häuser aus dem 19. Jahrhundert

|  |  |  |  |

## Söhne und Töchter der Stadt
- Boris Schtschukin (1894–1939), Schauspieler und Regisseur
- Wladimir Subow (1930–2000), Mathematiker, Pädagoge
- Alexander Feoktistow (* 1948), Schachkomponist und Ingenieur
- Marija Korotejewa (* 1981), Hürdenläuferin